# درة ساكي (مقاطعة دورة)
درة ساكي (بالفارسية: دره ساکی) هي مستوطنة تقع في قسم دورة الريفي (مقاطعة دورة) في إيران. يقدر عدد سكانها بـ 49 نسمة .